# Lungul drum al muncii către artă
Lungul drum al muncii către artă este un film românesc din 1976 regizat de Mirel Ilieșiu.